# روبرت ليفيت
روبرت ليفيت (بالإنجليزية: Robert Leavitt)‏ هو منافس ألعاب قوى أمريكي، ولد في 20 سبتمبر 1883 في دورشستر ‏ في الولايات المتحدة، وتوفي في 2 فبراير 1954 في هانسون في الولايات المتحدة.

## وصلات خارجية
- روبرت ليفيت على موقع أوليمبيديا (الإنجليزية)